# حسن رضا باشا (1871-1913)
حسن رضا باشا (1871-1913) هو عسكري عثماني من مواليد 1871 في بغداد وكان لواءا في الجيش العثماني وقاد القوات العثمانية خلال حصار سكوتاري (شقودرة) وتم اغتياله في 30 يناير 1913 علي يد اثنان من الألبان .

## الحياة
هو نجل رجل الدولة العثماني المتميز محمد نامق باشا ، الذي كان حاكم بغداد حيث ولد حسن رضا هناك، وهو من أصل تركي، حيث هاجر جد محمد ناميق من قونية إلى القسطنطينية ، دخل حسن رضا باشا الأكاديمية العسكرية العثمانية في عام 1892 وتخرج في 13 مارس 1895. وواصل دراسته في ألمانيا (1899-1900) وبعد أن خدم في العراق (1901--1911) تمت ترقيته إلى رتبة لواء وتعيينه في شكودر . 
كان حسن رضا باشا القائد الرئيسي خلال حصار شكودر وأصبح رمزا للمقاومة ضد الغزو الصربي والجبل الأسود فقد بذل قصارى جهده للدفاع عن المدينة وحصنها الذي كان تحت الحصار من قِبل الجبل الأسود والقوات الصربية لمدة سبعة أشهر، قائلاً «شكودرا هو مصيرنا أو قبرنا، ولكن ليس عارنا» .  ومع ذلك، وفي خضم الحصار، اغتيل حسن رضا باشا من قبل عملاء أسعد باشا .
كتبت إديث دورهام أنه بعد تناول العشاء مع رضا حسن، قُتل بالرصاص على بعد أمتار قليلة من المنزل على يد رجلين متنكرين في زي نساء، وتباهى لاحقا عثمان بالي ومحمود كافاجا  ، وكلاهما من خدم أسعد باشا  ، بعد ذلك بأنهما قاما بقتل رضا حسن باشا وأعلن رواق مخفر البلدة أنه لم يكن هناك ما يقال حول جريمة القتل، وتولي أسعد باشا قيادة العثمانين بعد ذلك .
كان حسن رضا باشا يريد مواصلة الدفاع عن المدينة المحاصرة، لكن أسعد باشا يري مواصلة مفاوضاته السرية مع الجبل الأسود، والتي تمت بواسطة روسيا في شكودرا، فكانت خطة أسعد باشا هي تسليم شكودرا للصرب والجبل الأسود كثمن لدعمهم في محاولته إعلان نفسه ملك علي ألبانيا، ليقوم أسعد باشا بتسليم شكودرا للجنرال فوكوتيتش .

## بعد اغتياله
يُذكر حسن رضا باشا في شكودر، حيث تم دفنه في مسجد باروتشي .
تحمل كلية تركية ألبانية في شكودر اسمه كما حصل على وسام الشجاعة من الدرجة الأولى" (بالألبانية: "Trimëri e Klasit të Parë)‏ وذلك في أغسطس 1996 ، من قبل الرئيس الألباني سالي بيريشا، وتم عمل نصب تذكاري على شرفه في عام 2007. 

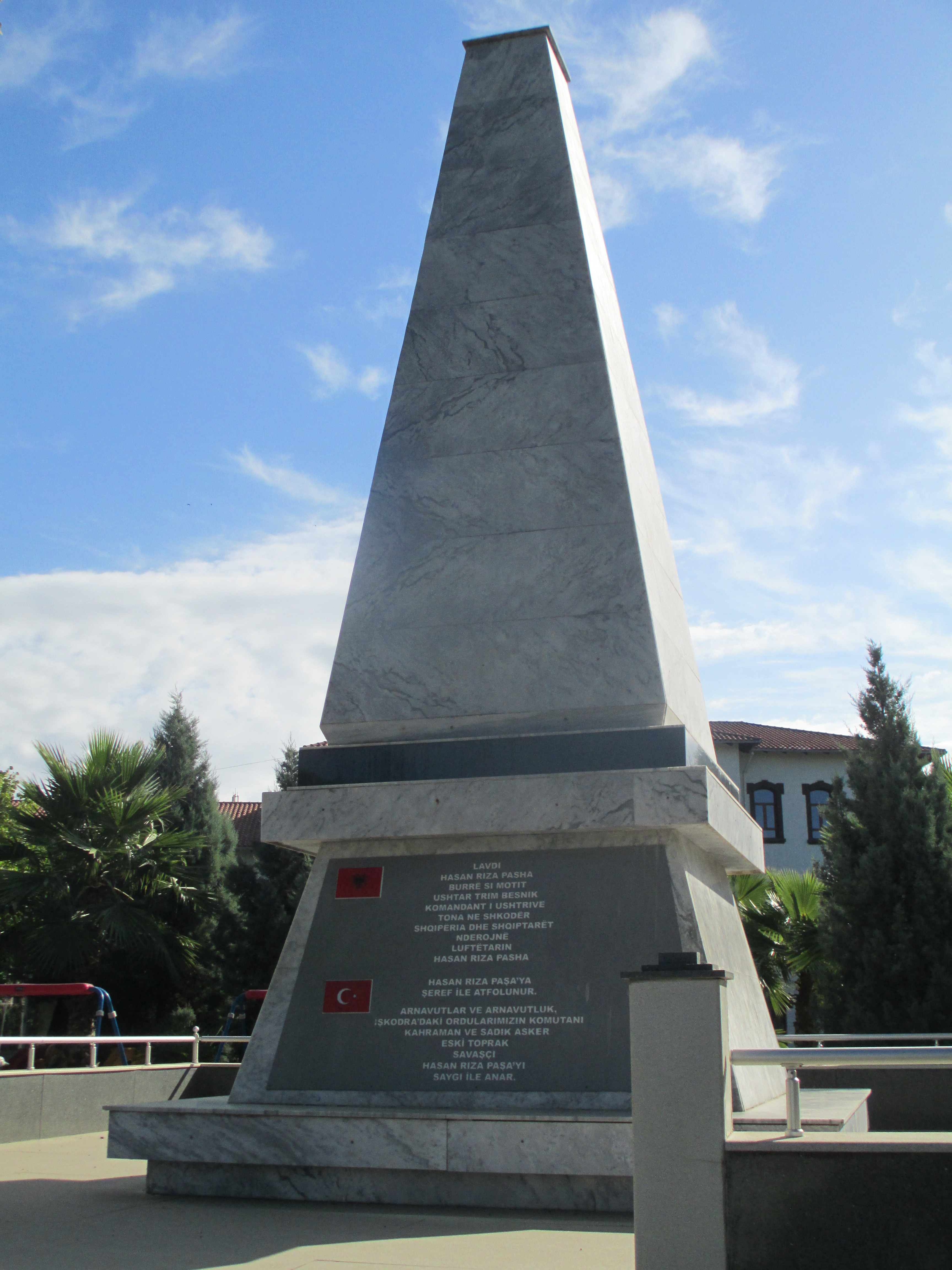
نصب تذكاري مخصص لحسن رضا باشا في شكودر